# 馬凱特 (堪薩斯州)
馬凱特（英語：Marquette）是一個位於美國堪薩斯州麥克弗森縣的城市。

## 地方資料
根據2020年美國人口普查的數據，馬凱特的面積為1.25平方千米，當中陸地面積為1.25平方千米，而水域面積為0.00平方千米。當地共有人口599人，而人口密度為每平方千米479.2人。